# 艾米·古德曼
艾米·古德曼（英語：Amy Goodman，1957年4月13日—）是美國廣播記者、調查記者和專欄作家，自1996年至今擔任廣播節目《Democracy Now!》的主持人。為2012年甘地和平獎得主。

## 生平
艾米·古德曼的父親喬治·古德曼（George Goodman）是眼科醫生；母親桃樂絲·古德曼（Dorothy Goodman）是學校教師。
1984年畢業於拉德克利夫學院（現整合至哈佛大學），獲得人類學學位。

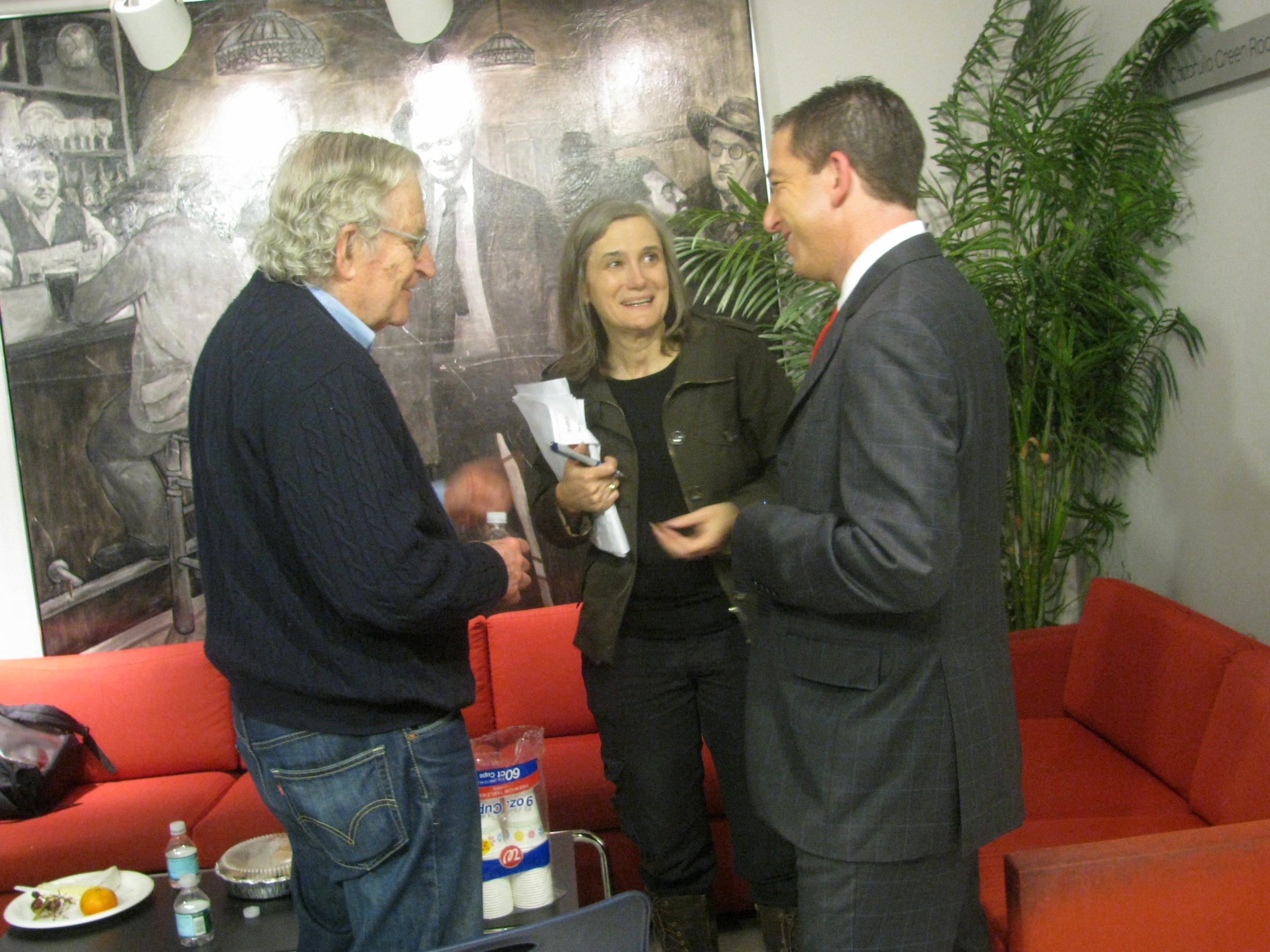
2011年，古德曼（中）與諾姆·杭士基（左）、葛倫·葛林華德（右）的一次會面。

自1984年开始從事職業記者行業。1996年成立《Democracy Now!》。
2016年9月，古德曼報導了北達科他州印第安原住民對輸油管道建設的抗議活動，她拍攝的影像顯示了保安人員使用胡椒噴霧和狗來對付示威者。事後古德曼被北达科他州地方检察官拉德·艾瑞克森（Ladd Erickson）以參與暴動的罪名起訴，艾瑞克森稱古德曼涉嫌非法入侵领地，還說古德曼當時的身分是「一個抗議者」而非記者；古德曼則回應說「我只是在做记者的工作，报道美国原住民示威者遭受的粗暴对待」。保護記者委員會表態支持古德曼，並批評艾瑞克森的作法。2016年10月17日，地方法官約翰·格林斯坦納（John Grinsteiner）駁回了該案。

## 榮譽
- 1998年，獲喬治·波克廣播報導獎（英语：George Polk Awards），與傑瑞米·史卡希爾（英语：Jeremy Scahill）共同獲獎[7]。
- 2004年10月2日，獲美國伊斯蘭關係理事會（英语：Council on American–Islamic Relations）頒予伊斯蘭社區新聞獎[8]。
- 2004年11月18日，獲湯瑪斯·默頓獎（英语：Thomas Merton Award）[9]。
- 2008年度正確生活方式獎[10]。
- 2009年，獲歐威爾獎（英语：Orwell Award）[11]。
- 2009年3月31日，獲伊茲獎（Izzy Award），與葛倫·葛林華德共同獲獎[12]。
- 2012年5月，獲頒德堡大學榮譽文學博士學位[13]。
- 2012年，獲甘地和平獎[14]。
- 2015年，獲哈佛大學尼曼新聞基金會授予2014年度I·F·史東終身成就獎[15][16]。
- 2017年，當選為美國文理科學院院士[17]。
- 2019年2月，獲弗雷德里克·道格拉斯200獎[18]。

## 外部連結
- 艾米·古德曼的Facebook專頁
- 艾米·古德曼在互联网电影资料库（IMDb）上的資料（英文）